# Cuencas Mineras
La comarque de Cuencas Mineras est une région aragonaise située dans la province de Teruel (Espagne).

## Communes
| Nom de la commune                    | Population (2002) | Population (2005) |
| ------------------------------------ | ----------------- | ----------------- |
| Alcaine                              | 72                | 80                |
| Aliaga                               | 403               | 399               |
| Anadón                               | 19                | 16                |
| Blesa                                | 142               | 135               |
| Cañizar del Olivar                   | 120               | 107               |
| Castel de Cabra                      | 161               | 140               |
| Cortes de Aragón                     | 122               | 105               |
| Cuevas de Almudén                    | 101               | 118               |
| Escucha                              | 1.094             | 1.097             |
| Fuenferrada                          | 48                | 43                |
| Hinojosa de Jarque                   | 184               | 162               |
| La Hoz de la Vieja                   | 118               | 106               |
| Huesa del Común                      | 130               | 111               |
| Jarque de la Val                     | 91                | 99                |
| Josa                                 | 36                | 38                |
| Maicas                               | 42                | 39                |
| Martín del Río                       | 490               | 475               |
| Mezquita de Jarque                   | 133               | 124               |
| Montalbán                            | 1.565             | 1.487             |
| Muniesa                              | 697               | 709               |
| Obón                                 | 67                | 72                |
| Palomar de Arroyos                   | 246               | 222               |
| Plou                                 | 51                | 55                |
| Salcedillo                           | 7                 | 7                 |
| Segura de los Baños                  | 48                | 36                |
| Torre de las Arcas                   | 106               | 96                |
| Utrillas                             | 3.217             | 3.271             |
| Villanueva del Rebollar de la Sierra | 50                | 50                |
| Vivel del Río Martín                 | 89                | 84                |
| La Zoma                              | 28                | 27                |

## Compétences de la Comarque
La comarque a des compétences dans les domaines suivants :
- tourisme
- conservation du patrimoine historique
- culture
- jeunesse
- sport
- collecte et traitement des déchets
- protection civile, prévention et extinction des incendies